# 东京热
東京熱（英語：Tokyo-Hot）是一家在美國註冊的著名日本成人電影製作商，成立於2003年。影片均为高清無碼影片。官方网站声明其内容是为包括220万日裔美国人在内的美国公众服务。其出品的内容主要偏硬調色情，涉及潮吹、無套性交、體內射精、顏射、口交、群交甚至性虐待等。因日本成人影片市場浮濫過度，東京熱在2010年的市場銷售量比2009年減少了15%。2015年其网站推出繁体中文界面。2018年起已不再推出新电影，网站转为销售旧片集锦及其它公司电影。

## 主要作品
以徹底凌辱AV女優為主打的成人電影。平均每週推出兩部作品，共有1256支影片。內容主要為體內射精以及使用性玩具玩弄AV女優。该系列最后一部作品（此后皆为总集篇）发行于2017年9月。
屬於較為普通的色情片，較少凌辱，大多為AV男優與AV女優一對一的做愛。平均每週推出兩部作品，至今已經拍攝將近774支影片。
至今已經拍攝將近15支影片。
原創性的幻燈片式寫真集，平均每月推出十部作品。以赤裸尺度超大、高畫質、無修正作為主打，其大小為1500×1000。
在限定期間販售的超高畫質JPG照片電子檔，其大小為1644×1096。使用單鏡反光相機+專業鏡頭去拍攝AV女優。常以AV女優的陰道、陰唇、尿道作為特寫。

## 演员
出演东京热的AV女优多数名气不大，通常人们只是知道这些女优的名字，而具体信息了解的很少。其中比较有影响力的有赤西涼、石川鈴華、大泽佑香、櫻井莉亞等。
另外，东京热系列有一点很独特，某些女优仅在东京热露过几回面，便名声鹊起，然后却不再现身於成人影片界，如藤泽安奈和藤木凉子等。

### 知名AV女優
東京熱已經發行逾1,000份成人影片，在此僅僅列舉較具知名及較具影響力的AV女優。多數AV女優在拍攝東京熱時會另取新藝名，因此本表列出東京熱藝名與其他藝名。
| 東京熱藝名     | 其他藝名       |
| -------------- | -------------- |
| 池內莉奈       | 石川鈴華       |
| 真宮梨沙子     | 村上里沙       |
| 西川瞳（西川ひとみ）     | 晶愛麗（晶エリー）     |
| 秋元真希       | 真白希實（真白希実）   |
| 杜泉           | 石黑京香（石黒京香）   |
| 佐藤穂乃花     | 櫻井莉亞（桜井りあ）   |
| 白石小百合（白石さゆり） | 北条麻妃       |
| 井上亞由美（井上亜由美） | 朝比奈瑠依（朝比奈るい） |
| 上村佳奈       | 羽月希         |
| 櫻井奈奈子（桜井奈々子） | 速水百花       |
| 里崎美莉       | 星崎杏里（星崎アンリ）   |
| 城崎麻理子     | 明佐奈         |
| 高橋奈留美（高橋なるみ） | 叶志穗（叶志穂）     |
| 廣瀨藍子（広瀬藍子）   | 瀨名步（瀬名あゆむ）     |
| 望月涼子       | 篠原涼（篠原リョウ）     |
| 綿貫沙織       | 大槻響（大槻ひびき）     |
| 藤原遼子       | 飯岡佳奈子（飯岡かなこ） |
| 山本玲奈       | 凉宫琴音       |

## 影響
東京熱對日本海外的影響較大，網站访问者約七成來自日本本土，其余來自日本海外，以東亞、東南亞和美國地區为主。

## 评价
因為體內射精片段沒有剪切，真实性比较高，是故有人认为相比起其他假性交的成人电影更让人感到新鲜。持反对意见者则认为东京热系列口味过重，其中女优被性虐待的一些情节会使观众感到不适，并使人对女优的身体状况表示担忧。在其大部份影片內容情節上，可約略分為兩大部份，前半段為一男一女的性交片段；後半段（會換衣服或以裸體的方式）則以性玩具玩弄（或虐待）女優並用擴陰器檢查女優的生殖部位後再以多名男性與之性交（有部分影片為女優與多名男性與之性交，大多會換場，但少數影片會一鏡到底或分兩部甚至三部，少數影片會因為女優大量的潮吹而弄濕鏡頭），最後大多數以多名男性以自慰的方式，並讓女優當肉便器插進裡面射精（部份情況下會包含性玩具一起玩弄女優或是多人摸女優的身體，少數影片結束前或中間換場時會有女優排泄的片段或一些虐待女優的片段）。另外，東京熱的每部片的開頭電音已經是系列一貫的配樂。
東京熱早期的較為溫和的拍攝風格在2007年左右開始逐漸轉為強烈（女優的長相樣貌水準亦逐漸提高），尤以影片後半段與女優性交之男性人數增加最為明顯。但是因為影片內容主線幾為相同，予人單調感，故東京熱亦開始每年選取幾名面貌姣好的女優拍攝多人群交之作品。
整體而言，東京熱與其他出版廠商最大之不同在於其影片風格傾向赤裸裸的呈現私處與體內射精後之特寫，並且在各種拍攝場景、角色設定之下透過充分玩弄（或虐待）女優給予觀賞者強烈的性幻想滿足。

## 註腳
1. ↑  . Tokyo-Hot.   [2019-02-28]. （原始内容存档于2019-05-05） （日语）.
2. ↑  . Jsky Services Inc.   [2019-02-28]. （原始内容存档于2018-11-21）.
3. ↑  貓科一族. . 今日新聞網. 2011-01-01  [2011-01-05]. （原始内容存档于2015-07-05）.
4. ↑  . 自由時報. 2015-05-19  [2019-02-28]. （原始内容存档于2019-02-28）.
5. ↑  . ETtoday新聞雲. 2018-02-22  [2019-02-28]. （原始内容存档于2019-02-28）.